# Nykøbing Falster HK
A Nykøbing Falster Håndboldklub, vagy  egyszerűen csak Nykøbing (ejtsd: Nököbing)  egy kézilabdacsapat Nykøbing Falsterben, Dániában. Női szakosztályának csapata a dán élvonalban szerepel. A klubot 2009-ben alapították, mérkőzéseit a 3000 férőhelyes Guldboxen Arenában játssza. A 2017-18-as szezonban először indulhattak a Bajnokok Ligájában. A klub legkiemelkedőbb eredményei a 2017-ben, illetve 2018-ban a dán bajnokság szerzett aranyérem illetve a kupagyőzelem.

## Sikerei
- Dán bajnokság:
  - bajnok: 2017
  - ezüstérmes: 2024
- Dán Kupa-győztes: 2018
  - ezüstérmes: 2020, 2023

## Játékoskeret

### A 2024-2025-ös szezon játékoskerete
| Kapusok - 01 Sofie Börjesson - 12 Catharina Fiskerstrand Broch - 16 Line Haupt Christiansen - 32 Cecilie Greve (kismama) Jobbszélsők - 10 Charlotte Lund Mikkelsen (sérült) - 11 Rosa Skovlund Schmidt - 20 Maja Magnussen Balszélsők - 21 Matilde Vestergaard - 22 Zoë Sprengers Beállók - 02 Caroline Aar Jakobsen - 29 Julie Seeberg - 34 Sofie Bardrum | Balátlövők - 08 Stine Eiberg - 15 Kalidiatou Niakaté - 49 Aimée von Pereira Irányítók - 07 Amalie Wulff - 26 Mona Obaidli - 79 Kristina Kristiansen (c) Jobbátlövők - 06 Moa Högdahl - 18 Alberte Kielstrup Madsen |

### Változások a 2025-26-os szezont megelőzően
| Érkezők - Niels Agesen (vezetőedző) (a Mors-Thy Håndbold csapatától) - Anne Christine Bossen (a København Håndbold csapatától) - Cecilie Bjerre (a Ringkøbing Håndbold csapatától) - Nanna Hinnerfeldt (a Ringkøbing Håndbold csapatától) - Clara Bang (a Skanderborg Håndbold csapatától) - Clara Lerby (az EH Aalborg csapatától) | Távozók - Jakob Larsen (vezetőedző) (a HH Elite csapatához) |

## A klub korábbi játékosai
- Althea Reinhardt
- Berit Kristensen
- Camilla Fangel
- Cecilie Woller
- Celine Lundbye Kristiansen
- Elma Halilcevic
- Lærke Nolsøe Pedersen
- Line Skak
- Marianne Florman
- Matilde Kondrup Nielsen
- Mette Iversen Sahlholdt
- Mette Gravholt
- Mia Møldrup
- Mie Sørensen
- Pernille Holmsgaard
- Rikke Iversen
- Sarah Iversen
- Angelica Wallén
- Anna Lagerquist
- Emelie Nykvist
- Johanna Westberg
- Nathalie Hagman
- Tiril Merg
- Dione Housheer
- Marie-Hélène Sajka
- Ayaka Ikehara
- Sakura Hauge
- Yui Sunami
- Bárbara Arenhart
- Deonise Fachinello
- Elaine Gomes
- Karoline de Souza
- Mariana Costa
- Mayara Moura